# Esteban Gabriel Merino
Esteban Gabriel Merino, španski škof, nadškof, patriarh in kardinal, * 1472, Santisteban del Puerto, † 28. julij 1535, Jaén.

## Življenjepis
9. maja 1513 je postal nadškof Barija, 17. decembra 1516 škof Leóna, 12. junija 1523 škof Jaéna in 2. septembra 1530 patriarh Zahodne Indije.
21. februarja 1533 je bil povzdignjen v kardinala.